# Sytuacja prawna i społeczna osób LGBT w Czarnogórze
Kontakty homoseksualne zostały zalegalizowane w Czarnogórze w 1977 roku. W tym samym roku zrównano wiek osób legalnie dopuszczających się kontaktów homo- i heteroseksualnych. Geje, lesbijki i biseksualiści nie są wykluczeni ze służby wojskowej z powodu swojej orientacji seksualnej. 27 lipca 2010 roku parlament przyjął ustawę zakazującą dyskryminacji m.in. ze względu na orientację seksualną i tożsamość płciową.
13 listopada 2012 roku wicepremier Dusko Markovic zapowiedział, że rząd przygotuje projekt ustawy regulującej status prawny związków osób tej samej płci. 1 lipca 2020 roku projekt ustawy został zatwierdzony przez czarnogórski parlament w głosowaniu 42-5, i oczekuje na podpis prezydenta. Ustawa została podpisana w dniu 3 lipca 2020 roku przez prezydenta Milo Đukanovića. Ustawę opublikowano w dniu 7 lipca 2020 r. w Dzienniku Urzędowym Czarnogóry. Weszła w życie ósmego dnia od daty publikacji i będzie obowiązywać po roku od tej daty.